# 民主道
民主道是中国天津市河北区的一条街道。建国道修筑于1903年，长797米，西到海河东路，东至五经路。目前，民主道地区是天津市历史风貌建筑的聚集地之一，大量的历史风貌建筑坐落于此。

## 历史
在天津意租界开辟之前，民主道一带原为为海河北岸贮盐地的坑洼地，当时民主道的西侧为天津原住民的聚集区。清光绪二十八年（1902年），民主道所在区域先后成为天津意租界和天津奥租界后，民主道就以今胜利路为界分属意奥两国租界。1903年，意奥两国租界工部局协议分段修筑民主道，其中，天津奥租界西段从今海河东路至胜利路，称“金汤二马路”，后来曾一度称为“金汤七街”。天津意租界东段从今胜利路至五经路，称“意租界二马路”，意文名称为“文森索罗西道”。1946年，天津市政府光复后改称“和平道”。中华人民共和国成立后的1953年，天津市人民政府将“和平道”改称“民主道”至今。

## 现况与发展
民主道目前全长797米，宽9米，两侧人行道均宽5米，为沥青路面，民主道东至五经路，西到海河东路。目前，民主道沿途建有汤玉麟旧宅、冯国璋旧居、曹禺故居、曹禺剧院、张廷谔故居、袁世凯旧宅等建筑。

## 沿路建筑
民主道曾经和现在比较著名的建筑有：

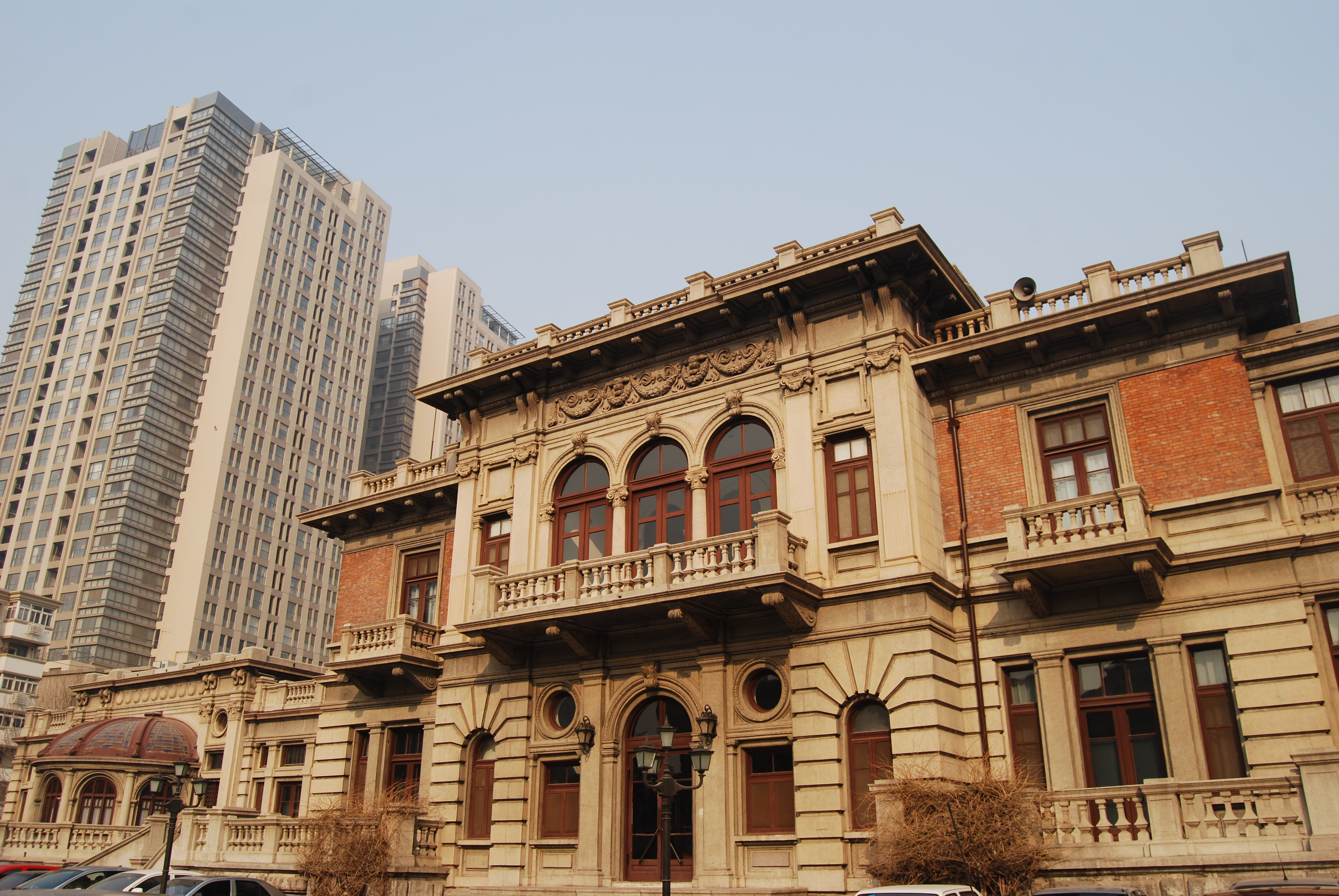
民主道上的汤玉麟旧宅

- 天津市文物保护单位：汤玉麟旧宅，民主道40号。
- 天津市历史风貌建筑：曹禺故居，民主道23号至25号。
- 天津市历史风貌建筑：张廷谔故居，河北区民主道33号至35号。
- 天津市历史风貌建筑：冯国璋旧居，民主道50号至54号。

此外，沿民主道周边的著名建筑有：
- 天津市文物保护单位：袁世凯旧宅，海河东路39号。[2]

## 交汇道路
目前，与民主道相交汇的主要道路有：
- 海河东路 原天津奥租界沿河马路
- 平安街
- 庆安街
- 寿安街

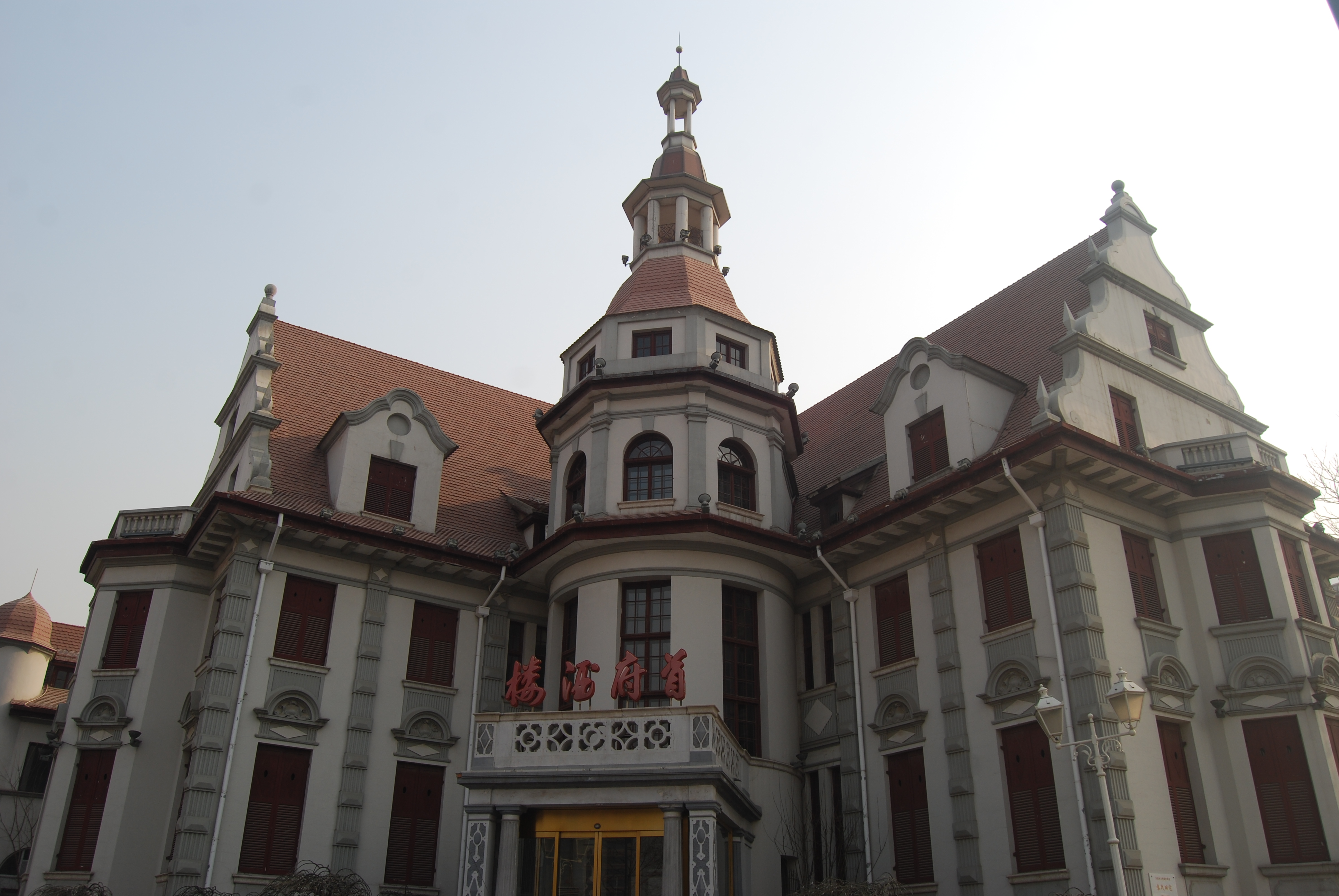
建在民主道和海河东路交口转角处的袁世凯旧宅

- 胜利路 原的里雅斯德道（Via Trieste）、原意奥交界路
- 民族路 原马可波罗路（Via Marco Polo）
- 民生路 原北东马路（Via Principe di Udine）
- 五经路 原意俄交界路（Via Trento）、波哥拉尼路